# Triffinovo dilema
Triffinovo dilema nebo Triffinův paradox je střet ekonomických zájmů, který vzniká mezi krátkodobými domácími a dlouhodobými mezinárodními cíli pro země, jejichž měny slouží jako globální rezervní měny.
Toto dilema bylo identifikováno v 60. letech 20. století belgicko-americkým ekonomem Robertem Triffinem, který poukázal na to, že země, jejíž měnu jako globální rezervní měnu chtějí cizí státy držet, musí být ochotna dodat světu dodatečnou zásobu své měny k naplnění světové poptávky po těchto devizových rezervách, což vede k obchodnímu deficitu.
Použití národní měny, jako je americký dolar, jako globální rezervní měny vede k napětí mezi její národní a globální měnovou politikou. To se odráží v zásadních nerovnováhách v platební bilanci na běžném účtu, protože některé cíle vyžadují odliv dolarů ze Spojených států, jiné naopak příliv. Triffinovo dilema se obvykle uvádí k vyjádření problémů s úlohou amerického dolaru jako rezervní měny v rámci brettonwoodského systému. John Maynard Keynes tuto obtíž předvídal a obhajoval použití globální rezervní měny zvané „Bancor“. V současnosti jsou SDR MMF nejblíže navrhovanému Bancoru, ale nebyly přijaty dostatečně široce, aby nahradily dolar jako globální rezervní měnu.